# اقیانوس (فیلم)
«اقیانوس» (فرانسوی: Océans‎) یک فیلمی مستند طبیعت به کارگردانی ژاک پرن است که در سال ۲۰۰۹ منتشر شد. از بازیگران آن می‌توان به ژاک پرن و پیرس برازنان اشاره کرد.